# Bebele (langue)
Pour les articles homonymes, voir Bamvele et Bebele.
Le bebele (ou bamvele) est une langue bantoue parlée au Cameroun par environ 24 000 personnes (1971) dans la région du Centre, dans le département de la Haute-Sanaga, plus précisément dans les arrondissements de Minta, de Nsem et de Bibey. Elle compte également des locuteurs dans la région de l'Est, au sein du département du Lom-et-Djérem, autour de l'arrondissement de Diang.